# Cinetus decipiens
Cinetus decipiens är en stekelart som beskrevs av Jean-Jacques Kieffer 1910. Cinetus decipiens ingår i släktet Cinetus, och familjen hyllhornsteklar. Arten är reproducerande i Sverige.